# Ayako Kitamoto
Ayako Kitamoto (北本 綾子, Kitamoto Ayako, Sapporo, 22 juni 1983) is een Japans voormalig voetbalster.

## Carrière

### Clubcarrière
Kitamoto begon haar carrière in 2004 bij Urawa Reds. Met deze club werd zij in 2004 en 2009 kampioen van Japan. In zeven jaar speelde zij er 118 competitiewedstrijden. In 2010 beëindigde zij haar carrière als voetbalster. Zij speelde tussen 2014 en 2015 voor Orca Kamogawa FC.

### Interlandcarrière
Kitamoto nam met het Japans elftal onder 20 deel aan de WK onder 19 in 2002.
Kitamoto maakte op 6 juni 2004 haar debuut in het Japans vrouwenvoetbalelftal tijdens een vriendschappelijke wedstrijd tegen de Verenigde Staten. Zij nam met het Japans vrouwenvoetbalelftal deel aan het Aziatisch kampioenschap 2008. Daar stond zij in twee wedstrijden van Japan opgesteld en Japan behaalde brons op het Aziatisch kampioenschap. Ze heeft 17 interlands voor het Japanse vrouwenelftal gespeeld en scoorde daarin vier keer.

## Statistieken
| Japans vrouwenvoetbalelftal | Japans vrouwenvoetbalelftal | Japans vrouwenvoetbalelftal |
| Jaar                        | Wed.                        | Dlp.                        |
| --------------------------- | --------------------------- | --------------------------- |
| 2004                        | 2                           | 3                           |
| 2005                        | 4                           | 0                           |
| 2006                        | 0                           | 0                           |
| 2007                        | 1                           | 0                           |
| 2008                        | 2                           | 0                           |
| 2009                        | 3                           | 0                           |
| 2010                        | 5                           | 1                           |
| Totaal                      | 17                          | 4                           |